# Sophie von Sachsen-Coburg-Saalfeld

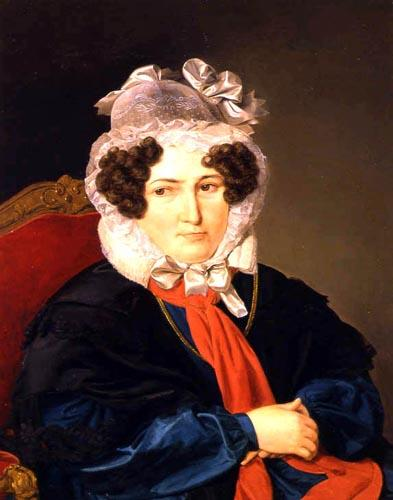
Prinzessin Sophie Friederike von Sachsen-Coburg-Saalfeld, verheiratete Gräfin von Mensdorff-Pouilly

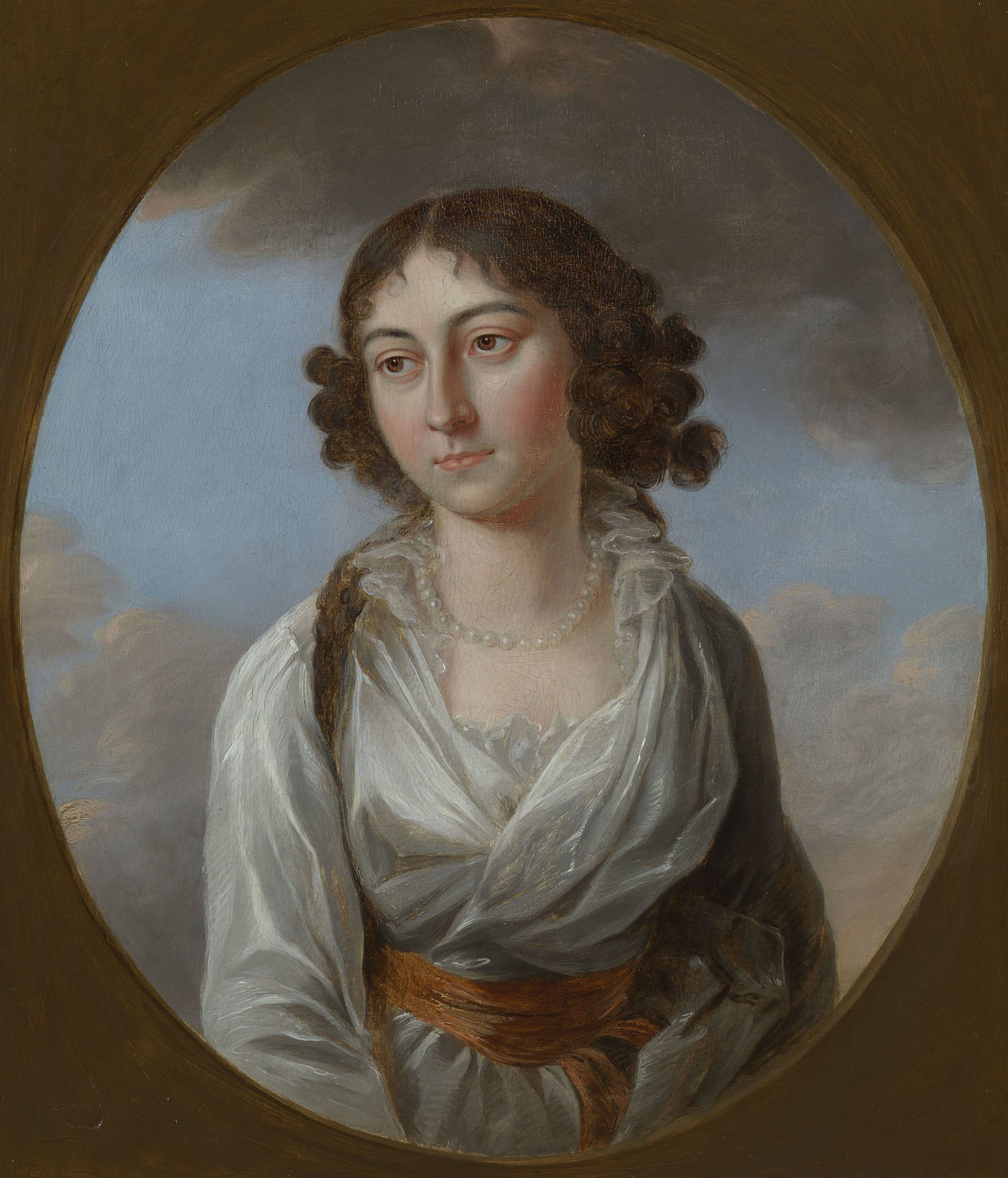
Prinzessin Sophie von Sachsen-Coburg-Saalfeld, Pastell, Schloss Callenberg, Coburg

Sophie Friederike Karoline Luise von Sachsen-Coburg-Saalfeld (* 19. August 1778 in Coburg; † 9. Juli 1835 in Tuschmitz, Böhmen) war eine Prinzessin von Sachsen-Coburg-Saalfeld und durch Heirat Gräfin von Mensdorff-Pouilly.

## Leben
Sophie war das älteste Kind des Herzogs Franz Friedrich von Sachsen-Coburg-Saalfeld (1750–1806), aus dessen Ehe mit Auguste (1757–1831), Tochter des Grafen Heinrich XXIV. Reuß zu Ebersdorf. Ihr Bruder Leopold wurde 1831 König der Belgier, ihre Schwester Juliane war russische Großfürstin und über ihre Schwester Victoria war sie eine Tante der britischen Königin Victoria. Ihr Bruder Ernst folgte 1806 dem Vater als Herzog von Sachsen-Coburg-Saalfeld.
Ein besonders enges Verhältnis hatte sie zu ihrer Schwester Antoinette, die sie oft auf Schloss Fantaisie besuchte, einer Zufluchtstätte französischer Emigranten. Hier lernte sie ihren späteren Mann kennen. Sie heiratete am 23. Februar 1804 in Coburg Emmanuel von Mensdorff-Pouilly (1777–1852), der 1818 in den Grafenstand erhoben wurde.
Im Jahr 1806 befand sich ihr Mann auf Urlaub in Saalfeld, einer Nebenresidenz des Coburger Hofes. Es war ihm deshalb möglich, nach dem Gefecht bei Saalfeld die Leiche des Prinzen Louis Ferdinand auszulösen und den Hof seines Schwiegervaters und seine Familie gegen den Übermut der siegreichen französischen Truppen zu schützen.
Von 1824 bis 1834 lebte Sophie in Mainz, wo ihr Gemahl Kommandant der Bundesfestung war. Hier bezeichnete man sie allgemein als „Fürstin“. Sie betätigte sich schriftstellerisch und veröffentlichte 1830 ihre romantischen „Mährchen und Erzählungen“. Sophie war Trägerin des Großkreuzes des kaiserlich-russischen St. Katharinenordens. Sie ist im Park von Schloss Preitenstein, dem Familienbesitz der Familie Mensdorff-Pouilly, bestattet.

## Nachkommen
Aus ihrer Ehe hatte Sophie sechs Söhne:
- Hugo Ferdinand (1806–1847)
- Alphons (1810–1894), Graf von Mensdorff-Pouilly

⚭ 1. 1843 Gräfin Therese von Dietrichstein-Proskau-Leslie (1823–1856)
⚭ 2. 1862 Gräfin Maria Theresia von Lamberg (1833–1876)
- Alfred Carl (1812–1814)
- Alexander (1813–1871), Fürst von Dietrichstein zu Nikolsburg 1868

⚭ 1857 Gräfin Alexandrine Maria von Dietrichstein-Proskau-Leslie (1824–1906)
- Leopold Emanuel (1815–1832)
- Arthur August (1817–1904)

⚭ 1. 1853 (gesch. 1882) Magdalene Kremzow (1835–1899)
⚭ 2. 1902 Gräfin Bianca Albertina von Wickenburg (1837–1912)